# Concordia Merrel
Concordia Merrel, pseudônimo de Mary Phyllis Joan Morton (1886 – 1963), nascida Logan, foi uma escritora e modelo fotográfico inglesa do início do século XX.

## Biografia
Mary Phyllis Joan Logan era filha de Thomas Tweddle Logan (1855-1936) e Beatrice Maud Pattenden (1860-). Era modelo fotográfico e fez muitas propagandas, inclusive foi a "Garota Kodak 1910", a “original garota Kodak, de vestido listrado”, trabalhando para a empresa por muitos anos.
Foi casada com o ator Franklyn Dyall (1874-1950), com o qual teve o filho Valentine Dyall (1908-1985), famoso por ser o “homem de preto” no rádio, e que é pai do estilista Christian Dyall.
Posteriormente, Mary foi casada com Cavendish Morton (1876-1939), fotógrafo, ator e diretor de arte nascido nos Estados Unidos de pais ingleses. Mary viveu com Cavendish na Ilha de Wight, e teve com ele dois filhos, os gêmeos Concord (1911) e Cavendish (Cavie) Morton (1911), este também artista plástico. Mary foi modelo de muitos trabalhos fotográficos do marido.

## Obras de Concordia Merrel no Brasil
- O Casamento de Ana. Volume 9 da Coleção Biblioteca das Moças, Companhia Editora Nacional. Tradução de Azevedo Amaral.
- Casamento de Experiência, tradução de Oliveira Ribeiro Neto. Volume 11 da Coleção Biblioteca das Moças, Companhia Editora Nacional.
- Felicidade Inesperada (Julia Takes Her Chance, 1921), tradução de Jerônimo Monteiro. Volume 36 da Coleção Biblioteca das Moças, Companhia Editora Nacional, em 2 volumes.
- O Homem Sem Piedade (The man without mercy), tradução de Mário Sette. Volume 41 da Coleção Biblioteca das Moças, Companhia Editora Nacional.
- Casada por Dinheiro (Married For Money), tradução de Mário Sette. Volume 44 da Coleção Biblioteca das Moças, Companhia Editora Nacional.
- Casamento por Vingança (1930). Volume 49 da Coleção Biblioteca das Moças, Companhia Editora Nacional.
- A Maltrapilha (Ragged Robin). Volume 62 da Coleção Biblioteca das Moças, Companhia Editora Nacional, em 2 volumes.
- Uma Noiva em Leilão. Volume 69 da Coleção Biblioteca das Moças, Companhia Editora Nacional.
- Qual dos Três? (Love and Diana), tradução de Jorge Amado, feita em 1947. Volume 74 da Coleção Biblioteca das Moças, Companhia Editora Nacional.
- A Sétima Miss Brown (The seventh Miss Brown), tradução de Tati A. de Melo. Volume 77 da Coleção Biblioteca das Moças, Companhia Editora Nacional.
- Adão e Algumas Evas (Adam – and some Eves, 1931), tradução de Tati A. de Melo. Volume 88 da Coleção Biblioteca das Moças, Companhia Editora Nacional, em 2 volumes.
- O Selvagem, tradução de Valdemar Cavalcanti. Volume 91 da Coleção Biblioteca das Moças, Companhia Editora Nacional.
- Dois Amores, tradução da Sra. Leandro Dupré. Volume 121 da Coleção Biblioteca das Moças, Companhia Editora Nacional.
- A Quiromante
- Coração Indeciso – tradução de Raquel de Queirós e Cícero Franklin de Lima, em 1943.